# Nami Inamoriová
Nami Inamoriová (* 15. října 1993 Soo) je japonská zápasnice – judistka.

## Sportovní kariéra
S judem začínala základní školy v rodném Soo. Po skončení střední školy v Kagošimě v roce 2012 se připravuje v profesionálním judistickém týmu pojišťovny Mitsui Sumitomo Insurance (MSI) pod vedením Hisaši Janagisawy a jeho asistentů. V japonské ženské reprezentaci se pohybuje od roku 2014 v těžké váze nad 78 kg. V roce 2016 se kvalifikovala na olympijské hry v Riu, ale v japonské olympijské nominaci musela ustoupit Kanae Jamabeové.

### Vítězství
- 2014 - 1x světový pohár (Kano Cup)
- 2015 - 1x světový pohár (Kano Cup)
- 2016 - 1x světový pohár (Ťumeň)
- 2018 - 1x světový pohár (Řím)

## Výsledky
| Olympijské hry    |    |    |    | — |    |  |  |  |  |  |  |  |  |  |  |  |  |  |  |  |  |
| Mistrovství světa | —  | —  | —  |   | —  |  |  |  |  |  |  |  |  |  |  |  |  |  |  |  |  |
| Asijské hry       |    | 2. |    |   |    |  |  |  |  |  |  |  |  |  |  |  |  |  |  |  |  |
| Mistrovství Asie  | —  |    | 3. | — | 1. |  |  |  |  |  |  |  |  |  |  |  |  |  |  |  |  |
| MS juniorů        | 1. |    |    |   |    |  |  |  |  |  |  |  |  |  |  |  |  |  |  |  |  |